# Diastylis abboti
Diastylis abboti is een zeekommasoort uit de familie van de Diastylidae. De wetenschappelijke naam van de soort is voor het eerst geldig gepubliceerd in 1975 door Gladfelter.